# Gara di WTCC del Marocco 2013
La Gara di WTCC del Marocco 2013 fu il secondo round del World Touring Car Championship 2013 e la quarta edizione della gara marocchina. Si tenne il 7 aprile 2013 a Marrakech, in Marocco.
Entrambe le gare furono vinte da piloti al primo successo nel WTCC: gara-1 fu vinta da Michel Nykjær della NIKA Racing, mentre gara-2 fu conquistata da Pepe Oriola del Tuenti Racing Team, che divenne anche il più giovane vincitore assoluto di una gara di WTCC.

## Vigilia
Dopo il primo round a Monza, il pilota RML Yvan Muller si trovò al comando del campionato piloti assoluto, mentre James Nash fu in testa al Trofeo Yokohama per indipendenti.
Dopo l'incidente in qualifica a Monza, la Lukoil Lada Sport rimpiazzò Aleksei Dudukalo con il debuttante Mikhail Kozlovskiy. Jean-Philippe Dayraut e il team ANOME non furono presenti nella lista degli iscritti a Marrakech.

## Resoconto

### Test e prove libere
Una sessione di test era prevista per venerdì pomeriggio, ma fu cancellata a causa di una pesante pioggia che si abbatté sul circuito: questa ora e mezzo di test non fu recuperata.
Yvan Muller guidò le prime prove libere sull'asciutto il sabato mattina, con il compagno di squadra Tom Chilton 3º, separati dalla Honda di Gabriele Tarquini che aveva segnato il suo miglior tempo precedentemente. Norbert Michelisz fu 4º con la sua Honda indipendente, davanti a James Thompson con la migliore Lada. Tom Coronel fu 6º e la BMW meglio piazzata, mentre Fernando Monje fu la SEAT più rapida tra i primi dieci. Nessuno si migliorò negli ultimi minuti della sessione a causa delle bandiere gialle esposte all'ultimo tornante a causa della vettura di Tom Boardman ferma lungo il tracciato
Yvan Muller guidò la sfilata di RML nella seconda sessione, con Alex MacDowall che si piazzò 3º, confermando tre Chevrolet nei primi tre posti. Ci fu un principio di incendio sulla vettura di Michelisz in pit lane; intanto, i piloti SEAT Boardman e Robert Huff completarono un limitato numero di giri a causa di problemi all'auto

### Qualifiche
Le qualifiche furono ritardate di un'ora a causa della cancellazione di tutti gli eventi del venerdì delle categorie di supporto.
Tarquini ottenne la prima pole position per il Castrol Honda World Touring Car Team davanti alla Chevrolet della bamboo-engineering di Nash. La prima parte delle qualifiche fu dominata da Tarquini, il cui compagno Tiago Monteiro fece esporre le bandiere rosse all'incirca a metà sessione dopo essere finito contro le barriere alla seconda chicane. I piloti della ROAL Motorsport sbatterono verso fine sessione, Darryl O'Young offrì a Tom Coronel la propria scia per consentire al pilota olandese di ottenere un tempo valido per partecipare alla Q2, Coronel poi ruppe i freni alla curva 10 e finì addosso a O'Young. Thompson sbatté contro uno dei muri del circuito cittadino e danneggiò tutto l'anteriore sinistro e nonostante riuscì a passare in Q2 non fece segnare alcun tempo a causa del danno subito.
Tarquini passò la maggior parte della Q2 al top: quando Chilton sembrò in grado di strappargli la prima posizione, trovò sulla sua strada la Campos Racing di Fernando Monje che aveva appena lasciato la pit lane e così sia il pilota britannico sia il trenino di vetture formatosi dietro di lui, dovettero rallentare e abbandonare il tentativo di giro veloce. La griglia di partenza fu decisa dai tempi segnati all'inizio della sessione, Tarquini si mise davanti a cinque Chevrolet, con Nash 2º, Muller e Michel Nykjær in seconda fila e Chilton e MacDowall in terza fila. Le vetture dell'ALL-INKL.COM Münnich Motorsport di Huff e Marc Basseng si trovarono in quarta fila, Pepe Oriola fu 9º e Monje, 10º, sarebbe scattato in pole position in gara-2. Coronel e Thompson non fecero segnare un tempo in Q2.

### Warm-Up
Chilton fu il più veloce nella sessione di warm-up della domenica mattina. Furono esposte le bandiere rosse per ben due volte: la prima quando Nykjær salì sui cordoli alla seconda chicane e si fermò in mezzo alla pista, mentre la seconda (che, inoltre, portò il warm-up stesso a una fine anticipata) quando Boardman sembrò subire un'avaria ai freni, si girò e si scontrò con il davanti della Chevrolet di MacDowall prima di sbattere frontalmente contro le barriere all'ultima chicane.
Boardman fu costretto successivamente a saltare la gara a causa di questo incidente nel warm-up.

### Gara-1
Tarquini, alla partenza, si involò dalla pole position, mentre Nykjær passò 2º davanti a Nash. Huff salì al 5º posto dietro a Muller e alla fine riuscì a passare il pilota della RML. I due rimasero in lotta per la posizione per qualche giro. Muller riuscì a passare all'ultimo tornante e Huff perse molte posizioni. Chilton entrò in pit lane al sesto giro a causa di danni sulla sua vettura. Nykjær e Nash si stavano contendendo il 2º posto dietro a Tarquini, il danese fu poi in grado di sorpassare l'italiano un attimo prima che le bandiere gialle fossero esposte e la safety car mandata in pista per un incidente di Monteiro, finito contro le barriere. Nash ignorò le bandiere gialle e sorpassò Tarquini per il 2º posto, poi provò a restituire la posizione sul rettilineo principale dietro la safety car, ma non fu possibile sino al giro successivo quando la coppia si scambiò le posizioni. La gara riprese a due giri dal termine, la principale battaglia fu per il gradino più basso del podio, con Muller che battagliò con Nash. Il francese portò diversi tentativi di sorpasso, ma il britannico difese la posizione sino alla bandiera a scacchi. Davanti a tutti, Nykjær ottenne la sua prima vittoria assoluta in WTCC, davanti a Tarquini.

### Gara-2
Monje partì in pole, ma fu passato già nel primo giro da Oriola. Verso la fine del primo giro, Huff entrò in contatto con Monje e ruppe la sua sospensione anteriore destra. Monje fu fuori il giro successivo quando si scontrò con la Lada di Thompson e le due vetture furono rimosse in regime di bandiere gialle. La safety car uscì al 9º giro, quando Tarquini perse il controllo della sua vettura sui cordoli in una chicane e si scontrò con MacDowall, mettendo entrambi fuori gioco dalla gara. La corsa riprese all'ultimo giro, con Oriola che riuscì a contenere gli attacchi di Muller e Chilton, ottenendo così la sua prima vittoria in WTCC e diventando il più giovane vincitore di sempre in questo campionato, mentre Nash, giunto 4º assoluto, fu il 1º degli indipendenti.
Dopo la gara, a Monje fu assegnata una penalità di cinque posizioni in griglia per la gara successiva in Slovacchia per la collisione con Thompson.

## Risultati

### Qualifiche
| Pos. | Nº | Pilota             | Team                                 | Auto                 | Cat. | Q1       | Q2          | Punti |
| ---- | -- | ------------------ | ------------------------------------ | -------------------- | ---- | -------- | ----------- | ----- |
| 1    | 3  | Gabriele Tarquini  | Castrol Honda World Touring Car Team | Honda Civic WTCC     |      | 1:44.910 | 1:44.358    | 5     |
| 2    | 14 | James Nash         | bamboo-engineering                   | Chevrolet Cruze 1.6T | Y    | 1:45.677 | 1:44.406    | 4     |
| 3    | 12 | Yvan Muller        | RML                                  | Chevrolet Cruze 1.6T |      | 1:45.185 | 1:44.504    | 3     |
| 4    | 17 | Michel Nykjær      | NIKA Racing                          | Chevrolet Cruze 1.6T | Y    | 1:45.656 | 1:44.745    | 2     |
| 5    | 23 | Tom Chilton        | RML                                  | Chevrolet Cruze 1.6T |      | 1:45.471 | 1:44.863    | 1     |
| 6    | 9  | Alex MacDowall     | bamboo-engineering                   | Chevrolet Cruze 1.6T | Y    | 1:45.446 | 1:45.060    |       |
| 7    | 1  | Robert Huff        | ALL-INKL.COM Münnich Motorsport      | SEAT León WTCC       |      | 1:46.125 | 1:45.228    |       |
| 8    | 38 | Marc Basseng       | ALL-INKL.COM Münnich Motorsport      | SEAT León WTCC       |      | 1:45.794 | 1:45.552    |       |
| 9    | 74 | Pepe Oriola        | Tuenti Racing Team                   | SEAT León WTCC       |      | 1:45.617 | 1:46.341    |       |
| 10   | 19 | Fernando Monje     | Campos Racing                        | SEAT León WTCC       | Y    | 1:46.194 | 1:55.405    |       |
| 11   | 10 | James Thompson     | Lukoil Lada Sport                    | Lada Granta WTCC     |      | 1:45.992 | Senza tempo |       |
| 12   | 15 | Tom Coronel        | ROAL Motorsport                      | BMW 320 TC           |      | 1:46.091 | Senza tempo |       |
| 13   | 55 | Darryl O'Young     | ROAL Motorsport                      | BMW 320 TC           | Y    | 1:46.327 |             |       |
| 14   | 18 | Tiago Monteiro     | Castrol Honda World Touring Car Team | Honda Civic WTCC     |      | 1:46.396 |             |       |
| 15   | 73 | Fredy Barth        | Wiechers-Sport                       | BMW 320 TC           | Y    | 1:46.412 |             |       |
| 16   | 6  | Franz Engstler     | Liqui Moly Team Engstler             | BMW 320 TC           | Y    | 1:46.494 |             |       |
| 17   | 5  | Norbert Michelisz  | Zengő Motorsport                     | Honda Civic WTCC     |      | 1:46.629 |             |       |
| 18   | 25 | Mehdi Bennani      | Proteam Racing                       | BMW 320 TC           | Y    | 1:46.660 |             |       |
| 19   | 22 | Tom Boardman       | Special Tuning Racing                | SEAT León WTCC       | Y    | 1:46.713 |             |       |
| 20   | 7  | Charles Ng         | Liqui Moly Team Engstler             | BMW 320 TC           | Y    | 1:47.140 |             |       |
| 21   | 26 | Stefano D'Aste     | PB Racing                            | BMW 320 TC           | Y    | 1:47.390 |             |       |
| 22   | 8  | Mikhail Kozlovskiy | Lukoil Lada Sport                    | Lada Granta WTCC     |      | 1:47.598 |             |       |
| 23   | 37 | René Münnich       | ALL-INKL.COM Münnich Motorsport      | SEAT León WTCC       | Y    | 1:49.222 |             |       |

- Il pilota in grassetto è quello in Pole position in gara-2.

### Gara-1
| Pos. | Nº | Pilota             | Team                                 | Vettura              | Cat. | Giri | Tempo/Ritiro per | Griglia | Punti |
| ---- | -- | ------------------ | ------------------------------------ | -------------------- | ---- | ---- | ---------------- | ------- | ----- |
| 1    | 17 | Michel Nykjær      | NIKA Racing                          | Chevrolet Cruze 1.6T | Y    | 13   | 28:51.561        | 4       | 25    |
| 2    | 3  | Gabriele Tarquini  | Castrol Honda World Touring Car Team | Honda Civic WTCC     |      | 13   | +0.566           | 1       | 18    |
| 3    | 14 | James Nash         | bamboo-engineering                   | Chevrolet Cruze 1.6T | Y    | 13   | +1.612           | 2       | 15    |
| 4    | 12 | Yvan Muller        | RML                                  | Chevrolet Cruze 1.6T |      | 13   | +2.224           | 3       | 12    |
| 5    | 1  | Robert Huff        | ALL-INKL.COM Münnich Motorsport      | SEAT León WTCC       |      | 13   | +2.248           | 7       | 10    |
| 6    | 9  | Alex MacDowall     | bamboo-engineering                   | Chevrolet Cruze 1.6T | Y    | 13   | +2.476           | 6       | 8     |
| 7    | 38 | Marc Basseng       | ALL-INKL.COM Münnich Motorsport      | SEAT León WTCC       |      | 13   | +3.201           | 8       | 6     |
| 8    | 74 | Pepe Oriola        | Tuenti Racing Team                   | SEAT León WTCC       |      | 13   | +3.565           | 9       | 4     |
| 9    | 15 | Tom Coronel        | ROAL Motorsport                      | BMW 320 TC           |      | 13   | +5.270           | 12      | 2     |
| 10   | 10 | James Thompson     | Lukoil Lada Sport                    | Lada Granta WTCC     |      | 13   | +5.881           | 11      | 1     |
| 11   | 19 | Fernando Monje     | Campos Racing                        | SEAT León WTCC       | Y    | 13   | +7.078           | 10      |       |
| 12   | 55 | Darryl O'Young     | ROAL Motorsport                      | BMW 320 TC           | Y    | 13   | +7.879           | 13      |       |
| 13   | 73 | Fredy Barth        | Wiechers-Sport                       | BMW 320 TC           | Y    | 13   | +8.485           | 15      |       |
| 14   | 7  | Charles Ng         | Liqui Moly Team Engstler             | BMW 320 TC           | Y    | 13   | +9.298           | 19      |       |
| 15   | 37 | René Münnich       | ALL-INKL.COM Münnich Motorsport      | SEAT León WTCC       | Y    | 13   | +14.192          | 22      |       |
| 16   | 8  | Mikhail Kozlovskiy | Lukoil Lada Sport                    | Lada Granta WTCC     |      | 13   | +15.333          | 21      |       |
| 17   | 6  | Franz Engstler     | Liqui Moly Team Engstler             | BMW 320 TC           | Y    | 13   | +33.246          | 16      |       |
| 18   | 25 | Mehdi Bennani      | Proteam Racing                       | BMW 320 TC           | Y    | 12   | +1 giro          | 18      |       |
| Rit  | 18 | Tiago Monteiro     | Castrol Honda World Touring Car Team | Honda Civic WTCC     |      | 5    | Incidente        | 14      |       |
| Rit  | 5  | Norbert Michelisz  | Zengő Motorsport                     | Honda Civic WTCC     |      | 5    | Incidente        | 17      |       |
| Rit  | 23 | Tom Chilton        | RML                                  | Chevrolet Cruze 1.6T |      | 5    | Surriscaldamento | 5       |       |
| Rit  | 26 | Stefano D'Aste     | PB Racing                            | BMW 320 TC           | Y    | 1    | Incidente        | 20      |       |
| NP   | 22 | Tom Boardman       | Special Tuning Racing                | SEAT León WTCC       | Y    | 0    | Non partito      | 23      |       |

- Il pilota in grassetto è l'autore del giro più veloce.

### Gara-2
| Pos. | Nº | Pilota             | Team                                 | Vettura              | Cat. | Giri | Tempo/Ritiro       | Griglia | Punti |
| ---- | -- | ------------------ | ------------------------------------ | -------------------- | ---- | ---- | ------------------ | ------- | ----- |
| 1    | 74 | Pepe Oriola        | Tuenti Racing Team                   | SEAT León WTCC       |      | 13   | 28:08.751          | 2       | 25    |
| 2    | 12 | Yvan Muller        | RML                                  | Chevrolet Cruze 1.6T |      | 13   | +0.430             | 8       | 18    |
| 3    | 23 | Tom Chilton        | RML                                  | Chevrolet Cruze 1.6T |      | 13   | +0.677             | 6       | 15    |
| 4    | 14 | James Nash         | bamboo-engineering                   | Chevrolet Cruze 1.6T | Y    | 13   | +0.948             | 9       | 12    |
| 5    | 38 | Marc Basseng       | ALL-INKL.COM Münnich Motorsport      | SEAT León WTCC       |      | 13   | +1.808             | 3       | 10    |
| 6    | 15 | Tom Coronel        | ROAL Motorsport                      | BMW 320 TC           |      | 13   | +2.028             | 12      | 8     |
| 7    | 17 | Michel Nykjær      | NIKA Racing                          | Chevrolet Cruze 1.6T | Y    | 13   | +2.326             | 7       | 6     |
| 8    | 6  | Franz Engstler     | Liqui Moly Team Engstler             | BMW 320 TC           | Y    | 13   | +4.377             | 16      | 4     |
| 9    | 55 | Darryl O'Young     | ROAL Motorsport                      | BMW 320 TC           | Y    | 13   | +4.889             | 13      | 2     |
| 10   | 7  | Charles Ng         | Liqui Moly Team Engstler             | BMW 320 TC           | Y    | 13   | +6.273             | 18      | 1     |
| 11   | 25 | Mehdi Bennani      | Proteam Racing                       | BMW 320 TC           | Y    | 13   | +6.349             | 17      |       |
| 12   | 73 | Fredy Barth        | Wiechers-Sport                       | BMW 320 TC           | Y    | 13   | +6.385             | 15      |       |
| 13   | 8  | Mikhail Kozlovskiy | Lukoil Lada Sport                    | Lada Granta WTCC     |      | 13   | +7.037             | 19      |       |
| 14   | 26 | Stefano D'Aste     | PB Racing                            | BMW 320 TC           | Y    | 13   | +7.698             | 22      |       |
| 15   | 5  | Norbert Michelisz  | Zengő Motorsport                     | Honda Civic WTCC     |      | 9    | Perdita di benzina | 21      |       |
| Rit  | 3  | Gabriele Tarquini  | Castrol Honda World Touring Car Team | Honda Civic WTCC     |      | 7    | Incidente          | 10      |       |
| Rit  | 9  | Alex MacDowall     | bamboo-engineering                   | Chevrolet Cruze 1.6T | Y    | 7    | Incidente          | 5       |       |
| Rit  | 37 | René Münnich       | ALL-INKL.COM Münnich Motorsport      | SEAT León WTCC       | Y    | 3    | Foratura           | 20      |       |
| Rit  | 1  | Robert Huff        | ALL-INKL.COM Münnich Motorsport      | SEAT León WTCC       |      | 1    | Incidente          | 4       |       |
| Rit  | 10 | James Thompson     | Lukoil Lada Sport                    | Lada Granta WTCC     |      | 1    | Incidente          | 11      |       |
| Rit  | 19 | Fernando Monje     | Campos Racing                        | SEAT León WTCC       | Y    | 1    | Incidente          | 1       |       |
| NP   | 18 | Tiago Monteiro     | Castrol Honda World Touring Car Team | Honda Civic WTCC     |      | 0    | Non partito        | 14      |       |
| NP   | 22 | Tom Boardman       | Special Tuning Racing                | SEAT León WTCC       | Y    | 0    | Non partito        | –       |       |

- Il pilota in grassetto è l'autore del giro più veloce.

## Classifiche dopo l'evento
Campionato piloti
|   | Pos. | Pilota            | Punti |
| - | ---- | ----------------- | ----- |
|   | 1    | Yvan Muller       | 88    |
| 2 | 2    | Michel Nykjær     | 51    |
|   | 3    | Gabriele Tarquini | 51    |
| 2 | 4    | Tom Chilton       | 48    |
| 3 | 5    | James Nash        | 43    |

Trofeo Yokohama Indipendenti
|   | Pos. | Piloti         | Punti |
| - | ---- | -------------- | ----- |
|   | 1    | James Nash     | 35    |
| 1 | 2    | Michel Nykjær  | 29    |
| 1 | 3    | Alex MacDowall | 20    |
| 1 | 4    | Darryl O'Young | 17    |
| 1 | 5    | Fredy Barth    | 13    |

Campionato costruttori
|  | Pos. | Costruttore | Punti |
|  | ---- | ----------- | ----- |
|  | 1    | Honda       | 145   |
|  | 2    | Lada        | 70    |

- Nota: Solo le prime cinque posizioni sono incluse in entrambe le classifiche piloti qui presenti.